# Temisti
Temisti (en llatí Themistius, en grec antic Θεμίστιος) (entre els anys 317 i 390) va ser un distingit retòric i filòsof grec, anomenat Eufrades (per la seva eloqüència), nadiu de Paflagònia, fill d'Eugeni, que també era un filòsof distingit, i a qui Temisti menciona més d'una vegada. Va viure en temps dels emperadors Constanci Clor, Julià l'Apòstata, Jovià, Valent, Flavi Gracià i Teodosi I el Gran i va florir a Constantinoble primer i després breument a Roma. Tots els emperadors li van donar el seu favor tot i les divergències d'opinió que van tenir i el fet que Temisti no era cristià.
Instruït pel seu pare, va estudiar principalment Aristòtil, però també a Pitàgores i Plató. Sobre el primer va escriure sent adolescent uns comentaris que es van publicar sense el seu coneixement però li van donar una gran reputació. Va viure de jove a l'Àsia Menor i Síria. Es va trobar amb Constanci Clor quan aquest va visitar Ancyra a Galàcia l'any 347, quan li va entregar el primer dels seus discursos titulat περὶ φιλανθρωπίας.
Poc després va fixar la seva residència a Constantinoble on va ensenyar filosofia durant 20 anys. L'any 355 l'emperador, mitjançant una carta dirigida al senat, que es conserva, el va fer senador, alabant els seus coneixements i els del seu pare. També es conserva el discurs donant les gracies que Temisti va dirigir al senat de Constantinoble a principis de l'any 356 en resposta a la carta de l'emperador. El 357 va llegir al senat dos discursos en honor de l'emperador (que hauria d'haver estat present, però en aquell moment era a Roma) i Constanci li va conferir l'honor d'una estàtua de bronze. El 361 va rebre la dignitat pretoriana (Themistius, cujus auget scientia dignitatem, segons el Codex Theodosianus).
Constanci va morir l'any 361, però Temisti com a filòsof i pagà va conservar el favor de Julià l'Apòstata que el va considerar davant tothom con el primer filòsof del seu temps. Suides diu que Julià el va nomenar prefecte de Constantinoble, però això sembla no ser correcte segons el discurs que el mateix Temisti va fer anys després en ser nomenat efectivament per aquest càrrec per Teodosi.
Mort Julià el 363 Temisti va llegir un discurs en honor seu. El 364 va anar com a delegat del senat a trobar a Jovià a Dadastana entre Galàcia i Bitínia, per conferir-li el consolat, i va llegir un discurs, que després va repetir a Constantinoble, en el que demanava la llibertat de consciència per cristians i pagans.
El mateix any va llegir a Constantinoble un discurs en honor de l'accés al tron de Valentinià I i Valent. Un altre discurs el 367 es felicitava per la victòria de Valent sobre Procopi el 366. L'any 368 va acompanyar a Valent al Danubi en la segona campanya gòtica i va llegir davant l'emperador un discurs a Marcianòpolis, sobre la Quinquennalia. Un altre discurs el va dirigir al jove Valentinià sobre el seu consolat el 369. L'any següent al senat va fer un discurs en presència de Valent en honor de la pau concedida als gots. El 28 de març del 373 es va dirigir a Valent que era a Síria, felicitant-lo en un discurs pel seu desè aniversari de regnat. També li va dirigir un discurs demanant aturar la persecució dels cristians, llavors enfrontats als arrians protegits per l'emperador.
L'any 377 era a Roma on dirigia una ambaixada enviada a l'emperador Flavi Gracià al que va dirigir el discurs titulat Ἐρωτικός. El 379 Gracià va associar a l'Imperi a Teodosi a Sírmium i Temisti va llegir un elegant discurs felicitant al nou emperador.
Els discursos posteriors, públics o privats, són menys importants. El 384 va ser nomenat prefecte (governador) de Constantinoble, càrrec que li havia estat ofert altres vegades i sempre havia refusat. El va exercir pocs mesos, ja que la seva edat i mala salut no li permetien seguir al càrrec, com indica en un discurs posterior. Un altre discurs conservat assenyala que havia estat també princeps senatus i praefectus annonae, abans de la seva ambaixada a Roma. En un altre discurs menciona les ambaixades que havia encapçalat i encara en un altre diu que durant 40 anys havia exercit càrrec públics i ambaixades. Tot i ser pagà, Teodosi, quan va anar a l'oest per oposar-se a Magne Màxim, va confiar-li el seu fill Arcadi.
Ja no es coneixen altres detalls i va morir probablement a l'entorn del 390, no abans del 388. Foci diu que al seu temps es conservaven 36 discursos de Temisti, i al dia d'avui encara n'hi ha 33 en versió grega i 2 en versió llatina, l'altra s'ha perdut. Va mantenir amistat i correspondència amb Libani i amb Gregori Nazianzè, que en una carta conservada l'anomena βασιλέα λόγων (rei dels arguments). Foci diu que va escriure comentaris sobre tots els llibres d'Aristòtil (ὑπομνήματα), i uns resums útils (μεταφράσεις) dels Analítics, el llibre sobre l'ànima, i de la Física. Al Suides s'hi menciona la seva paràfrasi de la Física d'Aristòtil en 8 llibres, la de les Analítiques en dos llibres, De l'ànima en 7 llibres i de les Categories en 1 llibre. Un epigrama suposadament seu figura a l'Antologia grega.